# Ryszard Zieliński (inżynier)
Ryszard Stanisław Zieliński – polski inżynier, profesor nauk ekonomicznych.

## Życiorys
W 1974 r. ukończył studia chemiczne w Politechnice Poznańskiej, a w 1976 r. studia towaroznawcze w Akademii Ekonomicznej w Poznaniu, w 1978 r. obronił pracę doktorską, w 1992 r. habilitował się na podstawie pracy zatytułowanej Badania procesów asocjacji w wodnych rozworach bromków alkilotrimetyloamoniowych. W 2000 r. uzyskał tytuł profesora nauk ekonomicznych.
Został pracownikiem naukowym na Uniwersytecie Ekonomicznym w Poznaniu, w Wyższej Szkole Inżynierii i Zdrowia w Warszawie i na Politechnice Radomskiej im. Kazimierza Pułaskiego.
Jest członkiem Komisji Nauk Towaroznawczych na Oddziale Polskiej Akademii Nauk w Poznaniu.